# Саратога-авеню (линия Нью-Лотс, Ай-ар-ти)
|   |   |  |   |   |
| · | · |  | · | · |

|   |   |  |   |   |
| · | · |  | · | · |

«Саратога-авеню» (англ. Saratoga Avenue) — станция Нью-Йоркского метрополитена, расположенная на линии Нью-Лотс, Ай-ар-ти. Станция находится в Бруклине, на пересечении Саратога-авеню и Ливония-авеню, и представлена двумя боковыми платформами, обслуживающими два пути. На станции останавливаются маршруты: 2 (часть рейсов в часы пик в пиковом направлении), 3 (круглосуточно, кроме ночи) и 4 (ночью, а также часть рейсов в часы пик в пиковом направлении).